# Victoire à Entebbé
Pour plus de détails, voir Fiche technique et Distribution.
Victoire à Entebbé (Victory at Entebbe) est un téléfilm américain réalisé par Marvin J. Chomsky et sorti finalement en salles en France en décembre 1976.

## Synopsis
L'histoire se base sur les faits réels survenus en Ouganda en juillet 1976. À la suite du détournement d'un avion d'Air France par des pirates de l'air acquis à la cause palestinienne vers l'aéroport d'Entebbe, un commando israélien est envoyé pour mettre fin à la prise d'otages. Ce raid militaire est officiellement connu sous le nom d’opération Tonnerre, opération Jonathan ou raid d'Entebbe.

## Fiche technique
- Réalisation : Marvin J. Chomsky
- Scénario : Ernest Kinoy
- Musique : Charles Fox
- Décors : Edward Stephenson
- Costume : Jack Martell
- Photo : Jim Kilgore
- Montage : Michael Gavaldon, Jim McElroy, David Saxon
- Producteur : Robert Guenette, Albert J. Simon, David L. Wolper
- Distribution : Warner Bros. Television
- Format : couleurs, 35 mm, monophonique
- Langue : anglais

## Distribution
- Helmut Berger (VF : Jean-François Poron) : Wilfried Böse
- Theodore Bikel (VF : Roger Lumont) : Yakov Shlomo
- Linda Blair (VF : Sylviane Margollé) : Chana Vilnofsky
- Kirk Douglas (VF : Roger Rudel) : Hershel Vilnofsky
- Richard Dreyfuss (VF : Pierre Arditi) : Colonel Yonatan 'Yoni' Netanyahou
- Stefan Gierasch (VF : Sady Rebbot) : Général Mordecai Gur
- David Groh : Benjamin Wise
- Julius Harris (VF : Bachir Touré) : Idi Amin Dada
- Helen Hayes (VF : Paula Dehelly) : Etta Grossman-Wise
- Anthony Hopkins (VF : Jacques Thébault) : Premier ministre Yitzhak Rabin
- Burt Lancaster (VF : René Arrieu) : Shimon Peres
- Christian Marquand : Capitaine Dukas
- Elizabeth Taylor (VF : Paule Emanuele) : Edra Vilnofsky
- Jessica Walter (VF : Sylvie Moreau) : Nomi Haroun
- Harris Yulin (VF : Jean-Claude Michel) : Général Dan Shomron
- Allan Miller (VF : Marc de Georgi) : Nathan Haroun
- Bibi Besch (VF : Béatrice Delfe) : la femme allemande
- David Sheiner (VF : Claude Joseph) : Aaron Olav
- Severn Darden (VF : Francis Lax) : Moshe Meyer
- Ben Hammer : Yaakobi
- Anthony James : Gamal Fahmy
- Victor Mohica : Jaif
- Samantha Harper : Nan Peyser
- Philip Sterling : Colonel Bar-Lev
- Erica Yohn (VF : Sylvie Deniau) : la femme belge
- Lilyan Chauvin : l'infirmière française
- Miriam Byrd-Nethery : la sœur de Ward
- Zitto Kazann : la Péruvienne
- Jessica St. John : le Parisien
- Kristina Wayborn : Claudine
- Austin Stoker : Dr. Ghota
- Dimitri Logothetis : le jeune soldat
- Jenny Maybrook : Capitaine Abi
- Than Wyenn : l'assistant de Rabin
- Eunice Christopher (VF : Perrette Pradier) : l'agent israélien
- Pitt Herbert : un passager
- Barbara Carney : un passager
- Michael Mullins : Aryeh
- Vera Mandell : la jeune mère
- Paul Bradley : l'homme dans la photo à côté de Rabin